# Міхал Шпаковський
Міхал Шпаковський (нар. 23 квітня 1989) — польський весляр . Він брав участь у вісімках серед чоловіків на літніх Олімпійських іграх 2012 року .

## Біографія
Міхал Шпаковський народився 23 квітня [1989 рік[|1989 року]]. У 2012 році брав участь у літніх Олімпійських іграх[[Збігнєв Сходовський|. На Літніх Олімпійських іграх 2016року змагався  з  академічного веслування серед вісімок  в Лагуні Родрігу-ді-Фрейташ.  В команді брали участь Збігнєв Сходовський, Матеуш Віланговський, Марцін Бжезінський, Роберт Фухс, Крістіан Арановський, Міхал Шпаковський, Міколай Бурда, Пйотр Ющак, Даніель Трояновський  (стерновий) 